# Chicomurex superbus
Chicomurex superbus är en havslevande snäckart som först beskrevs av George Brettingham Sowerby III 1889. Chicomurex superbus ingår i släktet Chicomurex och familjen purpursnäckor (Muricidae). Snäckan blir 4–8,5 cm lång. Den förekommer i västra Stilla havet (Japan till norra Queensland, Australien).